# Hymn for the Weekend
〈Hymn for the Weekend〉는 영국의 록 밴드 콜드플레이의 곡으로 미국의 알앤비 가수 비욘세의 무허가 게스트 보컬이 수록된 곡이다. 2016년 1월 25일 그들의 일곱 번째 스튜디오 음반인 《A Head Full of Dreams》의 두 번째 싱글로 발매되었다. 이 곡은 콜드플레이 멤버들에 의해 작곡되었고 릭 심슨, 아비치, 정보 격차, 스타게이트가 프로듀싱을 맡았다.
〈Hymn for the Weekend〉는 영국 싱글 차트에서 6위에 올랐고 스위스, 아일랜드, 프랑스, 스웨덴, 오스트리아, 벨기에, 이탈리아, 스페인 같은 나라에서도 20위 안에 들었다. 미국에서는 세브 리믹스로 이 노래가 미국 빌보드 핫 100에서 25위에 올랐다. 이 곡의 뮤직비디오는 2016년 1월 29일 공개되었으며 인도의 여러 도시에서 콜드플레이를 선보이며 비욘세가 일부 장면에서 공연을 하고 있다. 이 영화는 또한 인도 발리우드 여배우 소남 카푸르를 짧은 역할로 출연시켰다.

## 구성
〈Hymn for the Weekend〉는 다단조 세트의 키에 분당 90박자의 적당한 템포로 박자표로 쓰여 있다.

## 다른 매체에서
2016년 11월 22일, 이 곡은 뮤직 비디오 게임 《락 밴드 4》의 다운로드 가능한 콘텐츠로 제공되었다.

## 라이브 퍼포먼스
이 곡은 2016년 2월 24일 브릿 어워드에서 처음으로 공연되었다.

## 곡 목록
| #  | 제목                     | 재생 시간 |
| -- | ------------------------ | --------- |
| 1. | 〈Hymn for the Weekend〉 | 4:18      |

| #  | 제목                                  | 재생 시간 |
| -- | ------------------------------------- | --------- |
| 1. | 〈Hymn for the Weekend〉 (Radio Edit) | 4:00      |

| #  | 제목                                  | 재생 시간 |
| -- | ------------------------------------- | --------- |
| 1. | 〈Hymn for the Weekend〉 (SeeB Remix) | 3:32      |

| #  | 제목                                         | 재생 시간 |
| -- | -------------------------------------------- | --------- |
| 1. | 〈Hymn for the Weekend〉 (Alan Walker Remix) | 3:50      |

## 인증
| 국가                                                            | 인증        | 판매량/출하량 |
| --------------------------------------------------------------- | ----------- | ------------- |
| 오스트레일리아 (ARIA)                                           | 플래티넘    | 70,000        |
| 오스트리아 (IFPI 오스트리아)                                    | 골드        | 15,000        |
| 벨기에 (BEA)                                                    | 플래티넘    | 20,000        |
| 캐나다 (뮤직 캐나다)                                            | 3× 플래티넘 | 240,000       |
| 덴마크 (IFPI Danmark)                                           | 2× 플래티넘 | 180,000       |
| 독일 (BVMI)                                                     | 플래티넘    | 400,000       |
| 이탈리아 (FIMI)                                                 | 8× 플래티넘 | 400,000       |
| 뉴질랜드 (RMNZ)                                                 | 골드        | 7,500*        |
| 폴란드 (ZPAV)                                                   | 다이아몬드  | 100,000       |
| 포르투갈 (AFP)                                                  | 2× 플래티넘 | 20,000        |
| 스페인 (PROMUSICAE)                                             | 3× 플래티넘 | 120,000       |
| 스웨덴 (GLF)                                                    | 플래티넘    | 40,000        |
| 스위스 (IFPI 스위스)                                            | 2× 플래티넘 | 60,000        |
| 영국 (BPI)                                                      | 2× 플래티넘 | 1,680,000     |
| 미국 (RIAA)                                                     | 3× 플래티넘 | 3,000,000     |
| *판매량을 기반으로 한 인증 · 판매량+스트리밍을 기반으로 한 인증 |             |               |